# Web 2.0

一张显示Web 2.0相关主题与理念的标签云

Web 2.0（也称为参与式网络或社交网络），指以最终用户为目标，强调用户生成内容、易用性、参与文化和互操作性（如：与其它产品、系统和设备兼容）的网站。
Web 2.0这个词由达西·迪努奇在1999年撰写的文章《Fragmented Future》中首次创造并使用，直到2004年末的O'Reilly Media Web 2.0会议上，才由提姆·奥莱理和戴尔·多尔蒂推广我们现在所定义的概念。Web 2.0框架只指定网站的设计和使用，并不对设计人员提出任何技术要求或规范。因为转变到Web 2.0的过程是渐进的，并没有给出这种转变开始的确切日期。
Web 2.0网站允许用户作为虚拟社区中用户生成内容的创建者，并通过社交媒体的对话进行交互和协作。这与第一代网络（Web 1.0）时代的网站形成了对比，在Web 1.0时代，人们只能被动地浏览内容。Web 2.0功能的示例，包括：社交网站或社交媒体站点(如：Facebook)、博客、Wiki、分众分类法（在网站和链接上的关键词“标签”）、视频分享网站（如：YouTube）、托管服务、网络应用程序（“app”）、协同消费平台和混搭应用程序。
万维网的发明者蒂姆·伯纳斯-李一直质疑Web 2.0是否与以前的网络技术有本质区别，他将该术语称为行话。他对网络最初的设想，是“一种协作的媒体，一个我们（可以）见面、阅读和写作的地方”。另一方面，蒂姆·伯纳斯-李创造了语义网（有时也称为Web 3.0）一词，是指可以通过机器处理语义的内容网络。

## 历史

### Web 1.0
Web 1.0是一个返璞词，指的是万维网发展的第一阶段，时间大约从1991年到2004年。根据科莫德和克里希纳穆绥的说法，“在Web 1.0中，内容创作者很少，绝大多数用户只是内容的消费者。”个人网页很常见，主要由托管在ISP经营的网络服务器上或是托管在免费的网络托管服务（如：GeoCities）上的静态网页组成。随着Web 2.0的出现，普通的网络用户可以通过低成本的网络托管服务或通过专属服务器（诸如Blogger或LiveJournal），拥有社交网络个人资料（诸如Myspace和Facebook等网站）和个人博客。通常，内容是动态生成的，允许读者以一种与以往不同的方式发表评论。泰瑞·弗萊在他的《新媒体（第三版）》中，将Web 1.0和Web 2.0之间的区别描述为
"从个人网站变为博客和博客网站聚合，从发布变为参与，网络内容从作为前期投资的结果变为正在进行的交互过程，以及从内容管理系统变为基于“标签”网站内容的链接使用的关键字（分众分类法）的迁移。
弗萊认为，这些因素形成了导致Web 2.0“热潮”爆发的趋势。

### 特性
Web 1.0网站的一些常见设计元素包括：
- 静态页面而不是动态HTML。[17]
- 提供的内容来从服务器的文件系统而不是关系数据库管理系统（RDBMS）。
- 使用服务器端内嵌或通用网关接口（CGI）构建的页面，而不是用Perl、PHP、Python或Ruby等动态编程语言编写的网络应用程序。
- 使用HTML 3.2时代的元素（例如框架和表格）来定位和对齐页面上的元素。 这些通常与空白占位符GIF一起使用。
- 第一次浏览器大战期间引入了专有的HTML扩展，例如<blink>和<marquee>标记。
- 在线留言簿。
- GIF按钮、图形（通常为88×31像素），被用于网页浏览器、操作系统、文本编辑器和其他各种产品。
- 通过电子邮件发送的HTML表单。 在此期间，在共享服务器上很少支持服务器端脚本。为了向网站访问者提供反馈机制，使用了mailto表单。用户填写表单后，单击表单的“提交”按钮，他们的电子邮件客户端将启动并尝试发送包含表单详细信息的电子邮件。 mailto协议的流行和复杂性促使浏览器开发人员将电子邮件客户端整合到他们的浏览器中。[18]

### Web 2.0的概述
Web 2.0是一种新的互联网方式，通过网络应用（Web Applications）促进网络上人与人间的信息交换和协同合作，其模式更加以用户为中心。典型的Web 2.0站点有：网络社区、网络应用程序、社交网站、博客、Wiki等等。
Web 2.0的支持者认为Web的使用正日渐以交互性和未来的社会性网络为导向，所提供的服务内容，通过或不通过创建一个可视的、交互的网页来充分挖掘网络效应。某种观点认为，和传统网站相比，Web 2.0的网站更多表现为Point of presence或者是用户产生内容的门户网站。
另一方面，其實早在1999年，著名的管理學者彼得·杜拉克（Peter F. Drucker）就曾指出當時的資訊科技發展走錯了方向，因為真正推動社會進步的，是「Information Technology」裡的「Information」，而不是「Technology」。-著重技術層面而忽略了資訊的話，就只是一具空的軀殼，不能使社會增值。而Web 2.0很明顯是透過參與者的互動：不論是提供內容、為內容索引或評分，都能夠使他們所使用的平台增值。透過參與者的互動，好的產品或資訊本著它的口碑，從一小撮使用者擴展到一大班人，一旦超過了臨界質量，就會「像病毒一樣廣泛流傳」（葛拉威爾，2002）。
正如同创新2.0所倡导的以人为本、草根创新、开放创新、共同创新理念，Web 2.0的核心概念是互动、分享与關係，所有的網路行為，都可用「互动、分享、關係」的概念來作詮釋。

### 該詞的來源
「Web 2.0」不是一個技術的標準，因為Web 2.0僅是一個用來闡述技術轉變的術語。這個術語是由O'Reilly的Dale Dougherty和MediaLive的Craig Cline在共同合作的動腦會議（brain storming）上提出來的。Dougherty提出了Web目前正處於復興时期，有著不斷改變的規則和不斷演化的商業模式。而Dougherty則是舉例說明——“DoubleClick是Web 1.0，Google AdSense則是Web 2.0。Ofoto是Web 1.0；Flickr則是Web 2.0”，而不是給出確切的定義，和補充一個商業前景，同時O'Reilly Media、Battelle和MediaLive在2004年10月啟動了第一個Web 2.0大會。第二次的年會已在2005年10月舉辦。
在他們的會議開場白上，O'Reilly和Battelle總結了他們認為的表現了Web 2.0應用特色的一些關鍵：
- 將Web作為平台
- 駕馭群體智慧
- 資料將變成未來的「Intel Inside」
- 軟體不斷發行與升級的循環將會終結（“永久的測試版”）
- 輕量型程序設計模型
- 通過内容和服務的聯合使輕量的業務模型可行
- 軟體執行將跨越單一設備
- 豐富的使用者體驗
- 分享和参與的架構所驅動的網絡效應
- 通過帶動分散的、獨立的開發者把各個系統和網站組合形成大匯集的改革
- 快速的反應與功能新增

較早的出現是作為語義網的同義詞。這兩個概念有點相似而且是互補的。結合了基於標籤的Folksonomy（分眾分類法）的社会性網絡系统如FOAF和XFN，以及通過Blog和Wiki進行發表，已經創造了語義環境的天然基礎。

### Web服务
双向的消息协议是Web 2.0架构的关键元素之一。两个主要的类型是REST和SOAP方法。REST（Representational State Transfer）表示了一种Web服务客户端传送所有的事务的状态。SOAP（Simple Object Access Protocol）和类似的轻量方法都依赖服务器来保存状态信息。两种情况下，服务是通过一个应用程序接口（API）调用的。这个API常常是根据网站的特殊需求定义的，但是标准的Web服务API（例如，於Blog發表文章）的API依然被广泛使用。一般来说Web服务的通用语言是XML，但并不一定，还存在大量不同的其他语言，如JSON，YAML等。
最近，出现了一个被称之为Ajax的混合形式，用来增强基于浏览器的Web应用的用户体验。这可以用于一些特别的形式（如Google Maps、UrMap （页面存档备份，存于））或是一些开放的形式，可以直接利用Web服务API、数据联合，甚至是绘画。
AJAX是Web應用程式最為熱門的網頁前端開發技術，可建立互動性極佳的使用者介面。包含標準化的HTML與CSS語法、具動態互動與展示效果的DOM（文件物件模型）、交換與操作XML資料以及利用XMLHttpRequest物件進行非同步的傳輸。

### 服务器软件
Web 2.0的功能是在已有的Web服务器架构上建立的，但是更加强调后台软件。数据联合不仅仅是名称上和内容管理發布方法不同，而且Web服务要求更加强壮的数据库和工作流的支持，并且变得与传统的企业内部网的应用服务器功能更加相似。供应商不管是用一个通用服务器方法，可以把所有需要的功能都集中到一个服务器平台上，或者是一个Web服务器插件的方法，可以使用增强了API接口的标准发布工具和其他工具。不管选择的是哪种途径，Web 2.0的进化不会为这些选择做出重大改變。

### Web 2.0相关服務
主要包括：博客（BLOG）、RSS、wiki百科全书（Wiki）、網誌、社群網站（SNS）、P2P、即时訊息（IM）、基于地理訊息服务（LBS）等。
Web 2.0主要特点和基于这些特点产生的具有代表性的服务：
- 博客（Blog）
最早期的Web 2.0服务之一，可使任何参与者拥有自己的专栏、成为网络内容产生源，进而形成微媒体，为网络提供文字、图片、声音或视频信息。
- 内容源（RSS）
伴随Blog(博客）产生的简单文本协议，将博客产生的内容进行重新格式化输出，从而将内容从页面中分离出来，便于同步到第三方网站或提供给订阅者进行阅读。
- Wiki
是一个众人协作的平台，方便写百科全书、词典等。wiki指的是一种超文本系统，这种超文本系统支持面向社群的协作写作。
- 参与评论与评分（Digg）
Web 2.0最显著的特点之一是，Web 2.0的显著特点是分享机制和去中心化，Digg机制为更多网络用户提供了参与网络建设的机制，无需进行内容贡献或创作，只要用户对网络内容进行评分或点评，即可参与到网络内容的建设过程当中。
- 網誌（Delicious）
用户可根据自己的喜好进行网络内容的收藏于转载，并将自己的收藏或转载整理成列表、分享给更多的用户，从而在网络上起到信息聚合与过滤的作用。
- 社会化网络（SNS）
从原有的以网站、内容为中心，转而侧重于以人与人之间的关联为中心，网络上每一个节点所承载的不再是信息，而是以具体的自然人为节点，形成的新型互联网形态。
- 微博（microblog）
博客的精简版，有较为严格的字数限制。更简单的发布流程和更随意（被限制的話題、領域）的写作方式，使得参与到网络内容贡献中的门槛降低，更大程度的推动了网络内容建设和个体信息贡献。
- 基于位置信息的服务（LBS）
集地理信息系统（GIS）、微博（Twitter）和移动设备（Mobile）以及A-GPS定位服务于一身的增强型微博系统，其主导思想是每一条信息不仅利用时间为索引、同时也加入了地理经纬度的索引，从而不仅可通过时间对信息进行筛选、亦可利用地理坐标对信息进行合理的筛选。
- 即时通讯（IM）
即时通讯软件可以说是目前中国上网用户使用率最高的软件。聊天一直是网民们上网的主要活动之一，网上聊天的主要工具已经从初期的聊天室、论坛变为以MSN、QQ为主要代表的即时通讯软件。

## Web 2.0產品的例子
全球
- 维基百科
- Twitter
- Facebook
- YouTube
- flickr
- Google阅读器
- Gtalk
- Messenger

台灣
- 噗浪

中国大陆
- 豆瓣網
- 互動百科
- 百度貼吧
- 人人網
- 新浪微博
- 優酷網
- 知乎
- QQ群
- 品葱
- 腾讯

## 影響

### 社会影响
Web 2.0中出现的数据联合和消息传送能力，提出了潜在的一种可能性——在完全不同的在线社区之间创建一个更加紧密的社会构造。同时还出现了一些新的术语来集合性地代表这些共同的社团，包括blogshpere：网志的世界，syndisphere：内容联合发布，以及wikisphere，然而其他的观察者认为这些措辞和内在的含义太空泛了。
由于Web 2.0的网络交互性，信息的快速传播性，以及透明性。在不久的将来，网络也可以作为推动国家民主的一种有效的工具，作为吸取广泛民众意见的参考。

### 商业影响
可能的由Web 2.0带来的指数级增长的业务的原因，可归结为以人为本的消费和以计算机为本的消费的区别。
对于价值的鉴定和消费的过程中无需不同人为参与，由于Web 2.0的出现，也是完全可能的事情了。各个组织会不断使用诸如RSS/Atom/RDF之类的联合格式来联合他们的价值提案。除了价值的联合外，Web服务终点发布将简化联合的价值的消费过程。
事实上，至今无人能给Web 2.0下一个明确的定义。每个人眼中的Web 2.0都有不同的表述。技术研究者眼中的Web 2.0是SNS、BLOG等社会性软件的兴起；博客们则认为Web 2.0是人与人之间更为便捷的互动；在风险投资商眼中，Web 2.0又代表了新的商业机会和行业游戏规则。
而从营销者的角度来看，Web 2.0则至少意味着三个方面的内容：一种创新的媒介形式、一个集中的社群环境，以及一种全新营销理念。
目前逐渐盛行的BLOG营销被认为是Web 2.0营销的典型形式之一。
早期的网络营销不外乎是透过电子邮件发送、弹出式窗口、横幅式广告等几种手法。最常见的例子就是入口网站将其网页上的广告空间待价而沽，等到广告商上门之后，入口网站再依点选率或是摆放时间的长短来收取费用。这样的缺点是，广告商永远无法知道你所摆放的广告是不是真的接触到你的目标客户，还是只是在茫茫的网海中找寻一两个真正有需求的消费者。就像是Tim O'Reilly所说的一样，如果Web 1.0的代表者是Netscape，那Web 2.0的代表就是Google。
Google一改以往广告商寻找消费者的思考模式，而改以消费者自行查询广告的思维模式来经营。
Google将首页保持干净，但在关键词搜寻的时候提供你想要查找信息的相关广告，不但确保每一个点选进网站的浏览者都是对该信息有兴趣的潜在消费者，也一并解决了消费者对广告窗口扰人的困扰。而前一阵子Google推出的Google Page也有异曲同工之妙，利用免费提供Blog服务的形式，从中搜集更多消费者的习性，其中的用意就是要为消费者量身订做一个个人化的Google。

### 針對Web 2.0的擴展和革新
Web 2.0以AJAX概念為契機，提供了高仿桌面應用程序的網絡應用程序，激勵用戶生成內容和搭建具有向心力的社區，并以高耦合的技術形成輕快有效的商業模型。在此基礎上，Web 3.0被認為肩負着發揚2.0的精神，并沖破目前Web 2.0所面臨的障礙。因此通過對目前Web 2.0所面臨的瓶頸和具體實例進行分析，可以對Web 3.0作一些展望。

### 頻寬
用戶所在區域的網絡的頻寬均值，將直接影響到網站內容的投放和索取，是制約多樣化網際網路應用程式發展的一大瓶頸。

### 應用程序的速度
雖然許多網站使用異步JavaScript和XML／JSON以及各種UI Widgets來實現仿桌面應用程序的網絡應用程序，但這些前臺程序的速度都無法與傳統桌面程序媲美，為了實現桌面程序界面的一些常見功能（如拖拽、排序、縮放等），必須使用複雜的JavaScript，這樣容易造成許多用戶的瀏覽器響應延時甚至假死，進一步降低用戶體驗。

### 應用程序開發的草根化，社區協同化
目前網絡應用程序的開發門檻仍然較高，并且較為封閉，這樣雖然可以滿足開發一般的以用戶生成內容（“User-generated content”）為主導的應用程序，卻制約了用戶生成程序（“User-generated application”）的發展空間。在向用戶生成程序過渡的期間，值得注意的應用程序、技術和概念有：
- 混搭（Mash-up）：更人性化的多重組和，如Microsoft Popfly等。
- 項目協同，Basecamp，Bugzilla，Project.net，維基等。
- API：Google Earth，Facebook API等。

### 引用
1. ↑  Blank, Grant; Reisdorf, Bianca. . Information. 2012-05-01, 15 (4): 537–554. ISSN 1369-118X. doi:10.1080/1369118X.2012.665935.
2. ↑  . Techopedia.com.   [2018-07-13]. （原始内容存档于2018-07-13） （英语）.
3. ↑  Graham, Paul. . November 2005  [2006-08-02]. （原始内容存档于2012-10-10）. I first heard the phrase 'Web 2.0' in the name of the Web 2.0 conference in 2004.
4. ↑  O'Reilly, Tim. . O'Reilly Network. 2005-09-30  [2006-08-06]. （原始内容存档于2013-04-24）.
5. ↑  Strickland, Jonathan. . computer.howstuffworks.com. 2007-12-28  [2015-02-28]. （原始内容存档于2015-02-17）.
6. ↑  DiNucci, Darcy.  (PDF). Print. 1999, 53 (4): 32  [2011-11-04]. （原始内容存档 (PDF)于2011-11-10）.
7. ↑  . 2006-08-22  [2007-06-04]. （原始内容存档于2007-07-01）.
8. ↑  . BBC News. 2005-08-09  [2012-08-05]. （原始内容存档于2012-09-01）.
9. ↑  Richardson, Will.  2nd. California: Corwin Press. 2009: 1. ISBN 978-1-4129-5972-8.
10. ↑  . www.webopedia.com.   [2017-02-15]. （原始内容存档于2017-02-15） （英语）.
11. ↑  Berners-Lee, Tim; James Hendler; Ora Lassila.  (PDF). Scientific American. 2001-05-17  [2018-10-01]. （原始内容存档 (PDF)于2018-10-01）.
12. ↑  Balachander Krishnamurthy, Graham Cormode. . First Monday. 2008-06-02, 13 (6)  [2014-09-23]. （原始内容存档于2012-10-25）.
13. ↑  . cultureandcommunication.org.   [2014-09-23]. （原始内容存档于2014-05-24）.
14. ↑  . 2009-04-23  [2014-09-23]. （原始内容存档于2014-10-17）.
15. ↑  Flew, Terry.  3rd. Melbourne: Oxford University Press. 2008: 19.
16. ↑  Viswanathan, Ganesh; Dutt Mathur, Punit; Yammiyavar, Pradeep. . IndiaHCI Conference. Mumbai. March 2010  [2015-02-20]. （原始内容存档于2022-03-21）.
17. ↑  . HowStuffWorks. 2008-01-28  [2019-02-15]. （原始内容存档于2019-02-22）.
18. ↑  . www.catb.org.   [2015-02-20]. （原始内容存档于2015-06-17）.